# Muricea muricata
Muricea muricata is een zachte koraalsoort uit de familie Plexauridae. De koraalsoort komt uit het geslacht Muricea. Muricea muricata werd in 1766 voor het eerst wetenschappelijk beschreven door Pallas. 